# Olycksfall-akut-ambulans

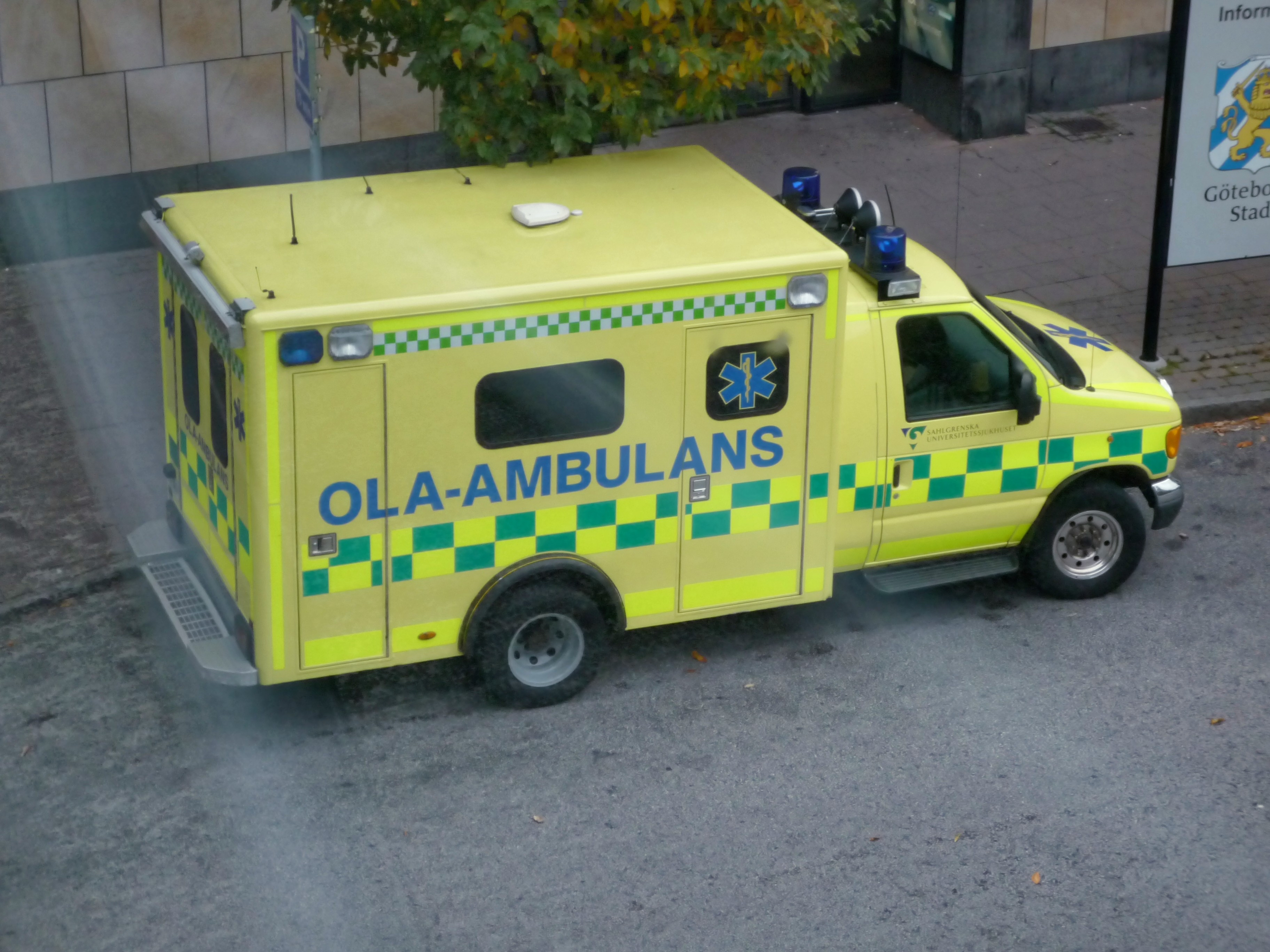
OLA-ambulans på Åvägen, Göteborg.

Olycksfall-akut-ambulans eller OLA-ambulans var en ambulansverksamhet i Göteborg och Mölndal som började utvecklas i början av 1970-talet och som formellt blev till en egen specialambulans 1980. Ambulanserna avvecklades 1 februari 2009. Ambulanserna bemannades med speciellt utbildad personal som enbart larmades ut som förstärkning vid misstänkt akut, livshotande tillstånd. Besättningen bestod av två ambulanssjukvårdare med en 20-veckors sjukvårdsbiträdesutbildning och en HIA-sjuksköterska. En förändring som skett i samband med nedläggningen är att personal med kompetens för intubation ersatts med att all ambulanspersonal skall använda larynxmask istället då den tekniken kräver mindre kunskaper. Vilket ses som orsaken till att patienter under januari och februari 2010 anlände till Sahlgrenska Universitetssjukhuset med matrester som riskerade hamna i lungorna, vilket är livshotande.  Verksamhetschefen efterlyste då brådskande åtgärder eftersom, "patienterna kommer in och faktiskt dör varje vecka, kanske delvis på grund av att luftvägen hanteras fel". och vilket ledde till en Lex Maria anmälan.